# Croix de Hœrdt
Das Croix de Hœrdt (kurz: Hœrdt) ist ein Autobahndreieck im Elsass südwestlich von Hœrdt (Département Bas-Rhin). Dort zweigt die Autoroute A 35 von der Autoroute A 4 ab. Beide Autobahnen werden südlich des Dreiecks zusammen bis zu der Ausfahrt Strasbourg-Centre geführt. Ab Ende 2021 wird das Autobahndreieck zum Autobahnkreuz zwischen der A 4, A 35 und A 355.

## Lage und Bauform
Das Dreieck befindet sich nahe dem Dorf Hœrdt, etwa 10 km nördlich von Straßburg und 8 km südlich von Brumath. 
Das Dreieck wurde als eine sehr enge rechtsgeführte Trompete gebaut, um es so später besser zum Autobahnkreuz mit der A 355 (Westumgehung Straßburg) ausbauen zu können. Die A 35 überführt die A 4 in einem zentralen Brückenbauwerk; alle Rampen sind einstreifig ausgeführt.
|                                    | (47) Brumath Richtung Brumath      | (49) Hœrdt Richtung Herrlisheim |
|                                    |                                    |                                 |
| (2) Ittenheim Richtung Duttlenheim | (49) Reichstett Richtung Straßburg |                                 |